# Laura Ramsey

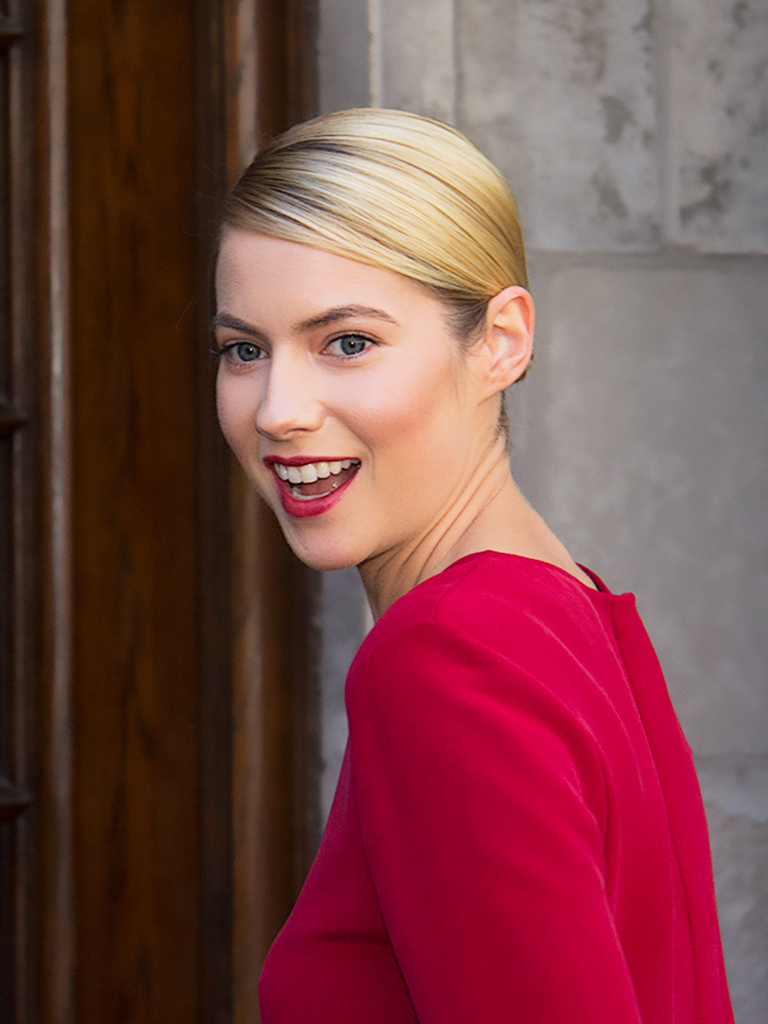
Laura Ramsey (2013)

Laura Ramsey (ur. 14 listopada 1982 w Brandon) – amerykańska aktorka.

## Filmografia

### Film
| Rok  | Tytuł                        | Rola                         | Uwagi |
| ---- | ---------------------------- | ---------------------------- | ----- |
| 2005 | Cruel World                  | Jenny                        |       |
| 2005 | Venom                        | Rachel                       |       |
| 2005 | Królowie Dogtown             | Gabrielle                    |       |
| 2006 | She's the Man                | Olivia Lennox                |       |
| 2006 | Pakt milczenia               | Sarah Wenham                 |       |
| 2007 | Marzenia Loli                | Lola                         |       |
| 2008 | Ruiny                        | Stacy                        |       |
| 2009 | W nurcie życia               | Audrey Dawn                  |       |
| 2009 | Całe życie z wariatami       | Kiera                        |       |
| 2010 | Somewhere. Między miejscami  | Naked Blonde with Sailor Cap |       |
| 2011 | 1 Out of 7                   | Lexi                         |       |
| 2011 | Zabić Irlandczyka            | Ellie O’Hara                 |       |
| 2011 | Where the Road Meets the Sun | Sandra                       |       |
| 2011 | Hirokin                      | Maren                        |       |
| 2012 | Nikt nie przeżył             | Betty                        |       |
| 2013 | Pulling Strings              | Rachel                       |       |
| 2013 | Duet na żółtych papierach    | Angela                       |       |
| 2013 | Awful Nice                   | Lauren                       |       |

### Telewizja
| Rok  | Tytuł             | Rola                  | Uwagi       |
| ---- | ----------------- | --------------------- | ----------- |
| 2004 | The Days          | Natalie Day           | 6 odc.      |
| 2008 | Mad Men           | Joy                   | 1 odc.      |
| 2010 | My Generation     | Sophie                | 2 odc.      |
| 2014 | Białe kołnierzyki | Amy                   | 1 odc.      |
| 2015 | Hindsight         | Rebecca „Becca” Brady | główna rola |